# 喀拉哈巴河
喀拉哈巴河也作黑哈巴河，哈萨克斯坦东哈萨克斯坦州东部的一条河流，是中国新疆维吾尔自治区阿勒泰地区哈巴河县境内哈巴河的源流之一。发源于卡通-卡拉盖区东南部阿尔泰山，先由东北向西南流，之后转为东南流进入库尔丘姆区东北部，最后转南流，于中哈边界与中哈两国界河阿克哈巴河汇合组成哈巴河干流。河长132千米，流域面积3040平方千米。